# Acolasis agnatali
Acolasis agnatali är en fjärilsart som beskrevs av Paul Dognin 1911. Acolasis agnatali ingår i släktet Acolasis och familjen nattflyn. Inga underarter finns listade i Catalogue of Life.